# Dieffenbach-au-Val
 Dieffenbach-au-Val (en alsacià Diefebach) és un municipi francès, situat a la regió del Gran Est, al departament del Baix Rin. L'any 2005 tenia 630 habitants.
Forma part del cantó de Mutzig, del districte de Sélestat-Erstein i de la Comunitat de comunes de la Vall de Villé.

## Demografia
| 1962 | 1968 | 1975 | 1982 | 1990 | 1999 |
| ---- | ---- | ---- | ---- | ---- | ---- |
| 387  | 417  | 506  | 504  | 559  | 582  |

## Administració
| Període | Identitat       | Partit |
| ------- | --------------- | ------ |
| 2001-   | Bernard Schmitt |        |